# Maurice de Londres

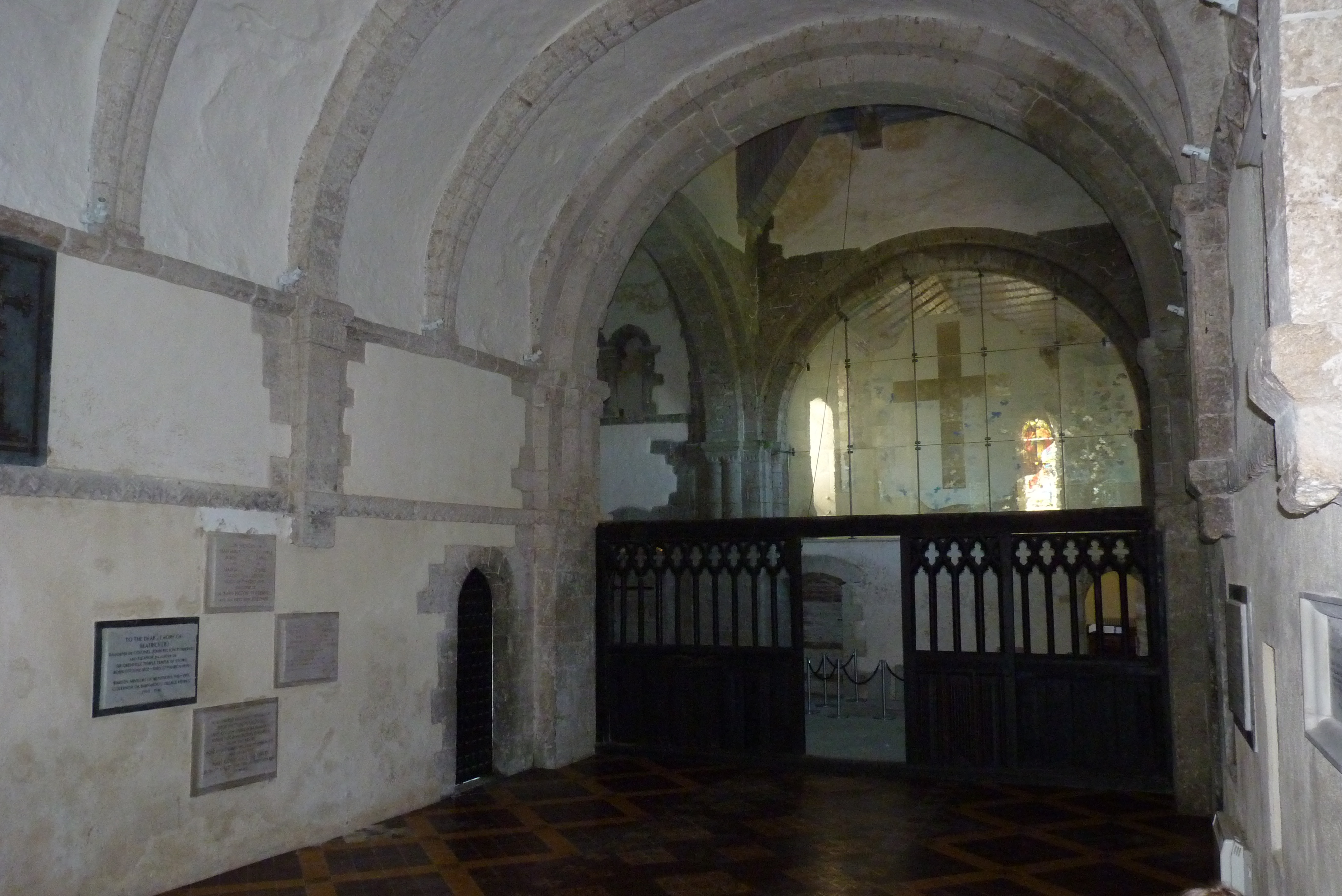
Das Innere der von Maurice de Londres gestifteten Kirche des Priorats Ewenny

Maurice de Londres († 1166) war ein anglonormannischer Adliger. Er war ein Sohn von William de Londres, einem der legendären zwölf Ritter von Glamorgan, und dessen Frau Matilda.
Noch zu Lebzeiten seines Vaters übernahm er die Herrschaft Ogmore, wo er um 1126 den steinernen Keep von Ogmore Castle baute, spätestens nach dem Tod seines Vaters erbte er die Herrschaft Oystermouth auf Gower sowie die weiteren Güter seines Vaters. Während des walisischen Aufstands nach dem Tod von König Heinrich I. führte er nach der Niederlage der Anglonormannen in der Schlacht von Loughor einen Gegenschlag. Dabei schlug er 1136 bei Kidwelly Castle zusammen mit Geoffrey, dem Constable der Burg eine walisische Streitmacht unter Führung von Gwenllian, der Frau des Fürsten Gruffydd ap Rhys von Deheubarth. Die Waliser erlitten eine vernichtende Niederlage, nach der Schlacht ließ Maurice die gefangene Gwenllian als Rebellin hinrichten.
Vor 1139 übernahm er von Roger von Salisbury Kidwelly Castle und die Herrschaft Kidwelly, wodurch er ein selbständiger Lord der Welsh Marches wurde. Er stiftete die Kirche St Peter of Gloucester bei Oystermouth Castle. 1141 erneuerte er die Stiftung der Priorei von Ewenny, in dessen Kirche sich auch sein prächtiges Grabmal befindet. Vermutlich um 1159 verlor er die Herrschaft Kidwelly an Rhys ap Gruffydd, dem walisischen Fürsten von Deheubarth. 
Mit seiner Frau Adeliza hatte er zwei Söhne, William und Thomas.